# Episodi di Blue Bloods (quattordicesima stagione)
La quattordicesima e ultima stagione della serie televisiva Blue Bloods, composta da 18 episodi, è trasmessa in prima visione assoluta negli Stati Uniti d'America da CBS, suddivisa in due parti: la prima parte, composta da 10 episodi, è stata trasmessa dal 16 febbraio al 17 maggio 2024, mentre la seconda parte, composta da 8 episodi, è stata trasmessa dal 18 ottobre al 13 dicembre 2024.
In Italia, la stagione è stata trasmessa in prima visione su Rai 2 dal 27 marzo al 1° maggio 2025.
| nº | Titolo originale              | Titolo italiano                    | Prima TV Canada e USA | Prima TV Italia |
| -- | ----------------------------- | ---------------------------------- | --------------------- | --------------- |
| 1  | Loyalty                       | Reati impuniti                     | 16 febbraio 2024      | 27 marzo 2025   |
| 2  | Dropping Bombs                | Il ritorno del dottor Walker       | 23 febbraio 2024      | 27 marzo 2025   |
| 3  | Fear No Evil                  | A Lenny                            | 1º marzo 2024         | 27 marzo 2025   |
| 4  | Past Is Present               | Il passato è presente              | 15 marzo 2024         | 3 aprile 2025   |
| 5  | Bath Faith                    | Voce in capitolo                   | 5 aprile 2024         | 3 aprile 2025   |
| 6  | Shadowland                    | Una famiglia di supereroi          | 12 aprile 2024        | 3 aprile 2025   |
| 7  | On the Ropes                  | Sfida all'intelligenza artificiale | 26 aprile 2024        | 10 aprile 2025  |
| 8  | Wicked Games                  | La trappola                        | 3 maggio 2024         | 10 aprile 2025  |
| 9  | Two of a Kind                 | Rapporti difficili                 | 10 maggio 2024        | 10 aprile 2025  |
| 10 | The Heart of a Saturday Night | Un anniversario molto speciale     | 17 maggio 2024        | 17 aprile 2025  |
| 11 | Life Sentence                 | Istinto materno                    | 18 ottobre 2024       | 17 aprile 2025  |
| 12 | Without Fear or Favor         | Favori sbagliati                   | 25 ottobre 2024       | 17 aprile 2025  |
| 13 | Bad to Worse                  | Amore malato                       | 1º novembre 2024      | 24 aprile 2025  |
| 14 | New York Minute               | La medaglia di Joe                 | 8 novembre 2024       | 24 aprile 2025  |
| 15 | No Good Deed                  | A tutti i costi                    | 15 novembre 2024      | 24 aprile 2025  |
| 16 | The Gray Areas                | Le zone d'ombra                    | 22 novembre 2024      | 1° maggio 2025  |
| 17 | Entitlement                   | Per un bene superiore              | 6 dicembre 2024       | 1° maggio 2025  |
| 18 | End of Tour                   | Fine del giro                      | 13 dicembre 2024      | 1° maggio 2025  |

## Reati impuniti
- Titolo originale: Loyalty
- Diretto da: Alex Zakrzewski
- Scritto da: Ian Biederman

### Trama
Jamie si è infiltrato sotto copertura in una banda di trafficanti di esseri umani. L'incarico finisce quasi in tragedia quando essi intuiscono la presenza di un poliziotto tra di loro, ma fortunatamente lui riesce ad improvvisare facendo guadagnare un po' di tempo alle ragazze sequestrate.
Danny e Baez rispondono ad un reclamo secondo cui un uomo è accusato di picchiare la moglie; poco più tardi, egli viene trovato morto e la moglie maltrattata è la principale sospettata. Al Distretto si presenta Daryl Reid, il primo partner di Danny, il quale si rivela essere il padre della ragazza e confessa falsamente l'atto per proteggerla e per rimediare al loro passato difficile, chiedendo a Danny di sostenerlo. Erin si infuria con lui per aver messo il rapporto con Reid al di sopra della legge e con Anthony per averlo assecondato, però poi grazie alla sua testimonianza e a quella di Reid, la giovane viene condannata a soli sei mesi di detenzione (con possibilità di uscita dopo tre) per omicidio colposo. Reid promette di occuparsi del nipote fino al suo rilascio.
Frank è combattuto se supportare pubblicamente il sindaco Chase sulla sospensione della legge sul diritto al ricovero per limitare l'immigrazione a New York, poiché se lo facesse sembrerebbe che intenda assumere una posizione politica. Alla fine, i due avversari sono in grado di trovare un punto d'incontro.
Inoltre, Eddie vede un bambino rubare diversi oggetti costosi all'interno di un negozio; lo notifica al Capitano McNichols, che le spiega che quel tipo di reati ad opera di minori non vengono più perseguiti per mancanza di risorse. Eddie non lo ritiene corretto perciò si rivolge a Erin, la quale le suggerisce di sporgere una denuncia civile dato che al momento del reato lei non era in servizio.
- Guest star: Dylan Walsh (Sindaco Peter Chase), Andrew Terraciano (Sean Reagan), Ian Quinlan (agente Luis Badillo), Stephanie Kurtzuba (Capitano Paula McNichols), James Hiroyuki Liao (Tenente Fleming), Malik Yoba (Darryl Reid), Anissa Felix (Nia Fox), Jennifer Ikeda (Jennifer Power), Max Malas (Brendan Todd), Erin Fogel (Holly Todd), Liam Prince John Jeffiries (Jordan Fox), Johnath Davis (James Fox).
- Ascolti USA:
- Ascolti Italia: telespettatori 618 000 – share 3,10%[2]

## Il ritorno del dottor Walker
- Titolo originale: Dropping Bombs
- Diretto da: Jackeline Tejada
- Scritto da: Siobhan Byrne O'Connor

### Trama
Il dottor Leonard Walker (il serial killer incontrato nella stagione precedente) ricompare inviando a Danny un pacco contenente il dito mozzato di una donna e un macabro biglietto; anche Jackie Curatola (l'ex partner di Reagan) ne riceve uno simile. I due e Baez quindi uniscono le forze per assicurarlo definitivamente alla giustizia, riuscendo ad arrestarlo. Nel corso dell'interrogatorio, Danny sfrutta l'alter ego dell'assassino per indurlo a confessare il luogo dov'è rinchiusa una giornalista che ha rapito, non prima che Walker lo schernisca sostenendo che stia reprimendo sentimenti romantici sia per Baez che per Jackie. Inoltre, Baez si sente esclusa quando Danny segue una pista con Jackie senza avvertirla, ma poi si chiariscono.
Eddie chiama i paramedici e gli Affari Interni dopo che una donna in custodia per spaccio di stupefacenti nella cella provvisoria del suo distretto afferma di aver subìto una violenza sessuale da parte del Sergente che l'ha fermata. Il Capitano McNichols la rimprovera severamente poiché ha agito senza informare né lei né il suo partner Badillo, e il resto dei colleghi le volta le spalle accusandola di aver infranto la lealtà dell'uniforme. Erin ed Anthony parlano con il Sergente e il suo avvocato, la quale asserisce che il rapporto sessuale è stato consensuale e che è stata la donna a sedurlo per avere una condanna minore. L'agente viene sospeso in attesa di un'indagine ed Eddie si riappacifica con Badillo.
Frank è colto alla sprovvista quando il sindaco Chase ipotizza pubblicamente il ripristino di una Commissione di Polizia composta da persone ciascuna con un background differente, convinto che un tale sistema rispecchi meglio le esigenze di una città come New York e che ne migliorerebbe l'efficienza, invece di un unico Comandante.
Mentre sta lavorando con l'FBI ad un'operazione antidroga, Joe Hill interferisce inconsapevolmente nella missione sotto copertura di Jamie, causando conflitto tra i due, che si intensifica quando Joe menziona la morte del padre. Successivamente, si incontrano al cimitero davanti alla tomba di Joe Sr. e Jamie gli spiega che il motivo per cui non vuole collaborare con lui è che non vuole rivivere l'angoscia che ha provato per il fratello maggiore all'epoca e non vuole nemmeno sentirsi responsabile per lui come tutti i Reagan si sono sentiti a turno dopo la sua perdita (chiedendosi se avrebbero potuto impedirla in qualche modo). Alla cena domenicale, Joe Hill si scusa e, riconoscendo di essere stato diffidente fin dall'inizio, esprime la propria gratitudine per essere stato accolto in famiglia.
- Guest star: Dylan Walsh (Sindaco Peter Chase), Jennifer Esposito (Jackie Curatola), Andrew Terraciano (Sean Reagan), Stephanie Kurtzuba (Capitano Paula McNichols), Will Hochman (Joe Hill), Ian Quinlan (agente Luis Badillo), Mather Zickel (dottor Leonard Walker), Blake Morris (agente dell'FBI Jeff Green), Michelle Veintimilla (Maria Duran), Nick Dillenburg (detective John Welby), Anna Grace Barlow (signorina Davis), Maria Elena Ramirez (Melissa Bankman), Sam Morales (Rosanna Diaz), Fernando Martinez (Fernando Ruiz), Gameela Wright (reporter Helen).
- Ascolti USA:
- Ascolti Italia: telespettatori 534 000 – share 3,00%[2]

## A Lenny
- Titolo originale: Fear No Evil
- Diretto da: Ralph Hemecker
- Scritto da: Kevin Riley & Jack Ciapciak

### Trama
Jamie e il nipote Joe Hill proseguono l'operazione congiunta per smantellare la banda di trafficanti di esseri umani. Sebbene i due riescano a mantenere la promessa fatta da Joe ad una ragazza di ricongiungerla alla sorella rapita dal gruppo e l'incarico di Jamie quindi si concluda, hanno ancora dei contrasti.
Danny ed Erin si scontrano quando quest'ultima agisce alle sue spalle sfruttando "Bugs", l'informatore di Danny, per ottenere informazioni su un carico di armi.
Frank apprende del decesso di Lenny Ross, suo ex partner nonché migliore amico, e tenta di aiutare la figlia di lui Tess, in carcere per aggressione, senza darle trattamenti di favore. I suoi tentativi di indirizzarla nella giusta direzione lo portano a conflitto con Baker e il padre Henry. Alla fine, Frank invita Tess alla consueta cena domenicale dei Reagan, anche se lei non si presenta.
La tavola riaccoglie comunque Jamie e Frank propone un brindisi alla memoria di Lenny.
- Note: questo episodio è dedicato alla memoria dell'attore Treat Williams (che ha interpretato il migliore amico di Frank Reagan, Lenny Ross, in modo ricorrente nel corso della serie), deceduto a giugno 2023. Egli era anche un grande amico, nella vita reale, di Tom Selleck.

- Guest star: Andrew Terraciano (Sean Reagan), Will Hochman (Joe Hill), Derek Gaines (Bugs), Michelle Veintimilla (Maria Duran), Simone Policano (Tess Ross), Lee Tergesen (Quinn), Frank Harts (Capitano Evans), Fernando Martinez (Fernando Ruiz), Kyra Tantao (Carla Duran).

- Ascolti USA:
- Ascolti Italia: telespettatori 473 000 – share 3,50%[2]

## Il passato è presente
- Titolo originale: Past is Present
- Diretto da: Bridget Moynahan
- Scritto da: Daniel Truly

### Trama
Danny incontra nuovamente Trina, la ragazzina che aveva aiutato lui e Baez a catturare il leader della sua gang Jaden Wilson e che gli instilla un senso di protezione: quando due dei suoi amici combinaguai vengono accoltellati da Wilson, uscito di prigione per un cavillo, Danny impedisce a Trina di ucciderlo e la conforta, arrestandolo.
Erin ed Anthony s'imbattono in un famigerato avvocato della mafia colpito da un proiettile apparentemente da uno dei suoi vecchi clienti. L'indagine dimostra invece che era Erin il vero obiettivo di qualcuno da lei precedentemente rinchiuso.
Allison Gable, conduttrice di un podcast e amica di Jamie, intende intervistare Henry riguardo ai suoi giorni nel Dipartimento, e Jamie diventa immediatamente sospettoso a causa della retorica contro la Polizia della trasmissione.
Nel frattempo, Frank conferisce una medaglia a due valorosi agenti per essere riusciti a far nascere un bambino in una situazione rischiosa; soltanto uno dei due arriva nel suo ufficio. L'altro è il figlio di Sonny Malevsky, l'assassino di Joe Sr.: egli ha presentato domanda per entrare nel NYPD utilizzando il nome da nubile della madre, allo scopo di rimediare agli errori del padre. Frank resta profondamente sconcertato e turbato dalla rivelazione, così come i suoi collaboratori (Garrett, Moore e Baker) e il resto della famiglia. 
Dopo una significativa conversazione con Joe Hill, Frank decide di farlo incontrare con l'agente (i due si confrontano sui rispettivi deceduti padri: Joe Hill spiega di non averlo mai conosciuto ma che il lavoro in Polizia glielo fa sentire vicino), di sanzionare quest'ultimo per aver mentito ma di tenerlo in servizio poiché il suo lavoro parla per sé.
- Note: questo episodio è diretto dall'attrice Bridget Moynahan interprete di Erin Reagan nella serie.

- Guest star: Andrew Terraciano (Sean Reagan), Will Hochman (Joe Hill), Sumaya Bouhbal (Trina), Max Weinberg (Mario Vangelis), Erin Neufer (Allison Gable), Lenny Platt (Joe Ferraro), Camilla Cano - Flavià (agente Garvey), George Papadimatos (Mike McFadden), Derrick J. Smith (agente David Jackson), Matt Consalvo (agente Meyers), T. L. Flint (Jaden Wilson), Christopher Hlinka (Joshua Viktos), Maddie Dyer (Sarah), Johnny Vorsteg (Larry).

- Ascolti USA:
- Ascolti Italia: telespettatori 646 000 – share 3,20%[3]

## Voce in capitolo
- Titolo originale: Bad Faith
- Diretto da: Robert Harmon
- Scritto da: Ian Biederman & Van B. Nguyen

### Trama
Danny e Baez indagano su una serie di aggressioni a Little Vietnam, in cui i piccoli commercianti vengono costretti a vendere i propri locali attraverso violenti pestaggi e minacce. Reagan si rivolge al suo amico Sonny Le, che li ha già aiutati in precedenza, dopo che uno degli esercenti finisce ucciso.
Jamie investiga su un traffico di droga nel quale sono implicate bande rivali, contro gli ordini del Tenente Fleming, riuscendo a completare l'operazione; invece che essere sospeso o licenziato, il Tenente lo promuove dicendo di essere rimasto colpito dal suo lavoro.
Erin è incaricata di gestire un'indagine federale su corse ippiche corrotte che coinvolge l'ex ufficiale di sorveglianza Don Vorhees: inizialmente riluttante a testimoniare, quest'ultimo cambia idea dopo essere stato minacciato dal Procuratore Federale di finire in carcere per violazioni del gioco d'azzardo. Erin convince il veterinario che ha curato i cavalli a testimoniare contro l'addestratore corrotto. Tuttavia, a caso risolto, Anthony le comunica che Vorhees è stato trovato morto, sebbene non sia andato a deporre.
Garrett informa Frank che il potente Sindacato degli Autotrasportatori "Teamsters" sta facendo pressioni affinché i poliziotti del NYPD si uniscano ad esso, e Frank è combattuto su come comportarsi.
- Guest star: Tate Donovan (Terry Friendly), Andrew Terraciano (Sean Reagan), James Hiroyuki Liao (Tenente Fleming), Alex Duong (Sonny Le), Trieu Tran (Chris Tran), Laura Kai Chen (Barbara Lloyd), Sean Carvajal (Hector Fuentes), Talia Thiesfield (signorina Culver), Jeffrey Bean (dottor Sander Phelps), Kerry Malloy (Derek Stewart), Rich Henkels (Billy Rafferty), Tina Duong (Trisha Dinh), Long Nguyen (Tuan Dinh).
- Ascolti USA:
- Ascolti Italia: telespettatori 618 000 – share 3,50%[3]

## Una famiglia di supereroi
- Titolo originale: Shadowland
- Diretto da: Jackeline Tejada
- Scritto da: Yasmine Cadet

### Trama
Danny e Baez indagano sulla scomparsa di una bambina con disabilità e poco dopo la trovano purtroppo senza vita. Baez contatta il suo ex partner, il detective Wesley Pierre, per aiutarli e il caso conduce ad un centro di culto del vudù della Repubblica Dominicana. Alla fine, Pierre invita Baez a bere un drink e Danny sembra rattristato di vederla con qualcun altro.
Eddie e una collega afroamericana collaborano con il Capitano McNichols per dimostrare che una prestigiosa scuola impiega procedure di ammissione discriminatorie: l'istituto si rivela in effetti discriminante, non nei confronti degli afroamericani bensì in quelli dei figli di poliziotti.
Erin visita una scuola media locale per il "Giorno della Carriera" trovandosi davanti un'alunna che la accusa di essere una persona incoerente per aver mandato in prigione per spaccio di stupefacenti il fratello maggiore sebbene fosse soltanto alla prima trasgressione. Poiché lui è il tutore della sorella, lei s'impegna per la sua scarcerazione.
Garrett chiede l'intervento di Frank quando l'auto della sua vicina di casa viene trattenuta dalla Polizia come prova di un reato; malgrado la donna venga scagionata, la persona che ha rubato il veicolo l'ha utilizzato per nascondervi droga e i detective assegnati al caso affermano che l'ufficio di Erin lo stia trattenendo a causa dei protocolli.
Alla cena domenicale, la tavolata ospita Garrett invitato da Frank e Sean mostra a tutti il disegno realizzato al corso di arti grafiche: un ritratto della famiglia Reagan in forma caricaturale e con le fattezze da supereroi. Dato che Sean non sa come spiegare il disegno al professore, Garrett gli consiglia di parlare a cuore aperto del motivo per cui li considera eroi.
- Guest star: Andrew Terraciano (Sean Reagan), Stephanie Kurtzuba (Capitano Paula McNichols), Annabella Sciorra (Faith Marconi), Kristolyn Lloyd (agente Margot Matthews), Maria - Christina Oliveras (detective Bea Johnson), Carolee Carmello (Gerri Mazullo), Jason Tottenham (detective Wesley Pierre), Deisy Patino (Christina Dominguez), Rigo Garay (Freddie Dominguez), Summer Crockett Moore (MaryEllen Duggar), Gene Gillette (detective Larkin), Talia Cuomo (Katie McNichols), Darik Bernard (agente Irving), Justin Kirkland (agente Burgess), Elijah Proverb (Eli Stallings).
- Ascolti USA:
- Ascolti Italia: telespettatori 553 000 – share 4,00%[3]

## Sfida all'intelligenza artificiale
- Titolo originale: On the Ropes
- Diretto da: Doug Aarniokoski
- Scritto da: Daniel Truly & Peter D'Antonio

### Trama
Un'infermiera amica di Linda, la defunta moglie di Danny, gli riferisce i propri sospetti sull'esistenza di un "Angelo della morte" presso l'ospedale in cui lavora, e lui e Baez cercano conferme dopo aver constatato l'effettivo numero di decessi misteriosi (e che non sono state effettuate autopsie).
Jamie convince il Capitano McNichols ad aiutarlo a catturare un gruppo di abili truffatori che si fingono nipoti di cittadini anziani allo scopo di ingannarli utilizzando l'intelligenza artificiale e di svuotare i loro conti correnti.
Anthony è determinato ad incastrare un avvocato senza scrupoli che sfrutta la Legge sugli Americani con Disabilità per il proprio guadagno personale, ma poi lui stesso diventa l'obiettivo di un'indagine degli Affari Interni quando l'avvocato viene ridotto in fin di vita poco dopo un loro incontro.
Frank disapprova l'intenzione di Gormley di sfidare il suo ex partner molto più giovane, il Sergente Russo, sul ring del tradizionale torneo di boxe del Dipartimento per risolvere una vecchia faida che dura da tempo.
- Guest star: Andrew Terraciano (Sean Reagan), Stephanie Kurtzuba (Capitano Paula McNichols), Jimmy Smagula (Connor Pruitt), Cyndee Rivera (Desiree King), Leigh Ann Larkin (Megan Carson), Ian Unterman (Arnold Vale), Lee R. Sellars (Harry Makris), Tom Degnan (Sergente Ray Russo), Christopher Innvar (Wesley Timmons), Kendall Slocum (Craig Makris).
- Ascolti USA:
- Ascolti Italia: telespettatori 718 000 – share 3,50%[4]

## La trappola
- Titolo originale: Wicked Games
- Diretto da: Ralph Hemecker
- Scritto da: Kevin Riley

### Trama
Erin comunica a Danny che Sam Evans, il serial killer che aveva precedentemente preso di mira Baez e la figlia adottiva, è stato rilasciato dal carcere in anticipo grazie ad un accordo, e il fratello si infuria. Danny sorveglia la casa della partner per tutta la notte e la mattina seguente la informa; i due restano all'erta per tentare di prevedere le mosse di Evans. Quest'ultimo tende un'imboscata a Danny nella sua abitazione (riconoscendo che la figlia adottiva non è l'unica persona alla quale Baez tiene), ma Baez lo uccide prima che l'uomo possa nuocere.
Jamie ed Anthony si alleano quando uno degli informatori criminali di quest'ultimo, che è anche il suo ex cognato (fratello dell'ex moglie Vivian), smaschera membri della mafia nel contesto di un'operazione sul gioco d'azzardo.
Eddie segnala al Capitano McNichols che un Sergente del proprio Distretto continua a declassare i reati per migliorare i rapporti statistici, soltanto per scoprire che i due hanno una relazione sentimentale.
Inoltre, Baker agisce alle spalle di Frank per far trasferire il marito, secondo i suoi desideri, nella scorta personale del Sindaco. Frank è dispiaciuto che lei glielo abbia tenuto nascosto, anche se poi apprende da Garrett e Gormley che Baker e il marito hanno problemi coniugali, e che quindi lei spera che la promozione possa contribuire a salvare il matrimonio. I collaboratori ammettono a Frank di ritenerlo intimidatorio.
- Guest star: Andrew Terraciano (Sean Reagan), Stephanie Kurtzuba (Capitano Paula McNichols), Tommy Buck (Billy Berlinger), Ryan Faucett (Will Stone), Kate Miller (Vivian Abetemarco), David R. Nash (Sam Evans), Ruth Gottschall (Caroline Evans).
- Ascolti USA:
- Ascolti Italia: telespettatori 620 000 – share 3,40%[4]

## Rapporti difficili
- Titolo originale: Two of a Kind
- Diretto da: Doug Aarniokoski
- Scritto da: Jack Ciapciak

### Trama
Erin offre un patteggiamento vantaggioso ad un giovane delinquente alla prima infrazione che ha rapinato un negozio insieme ad un amico, ma il suo avvocato annuncia che si è dichiarato non colpevole. Presto lei scopre che l'avvocato difende anche l'amico e si rende conto come in realtà sia più interessato alla difesa di quest'ultimo. Successivamente, Anthony le comunica che il ragazzo è stato freddato a morte la sera precedente, lasciandola sconvolta.
Eddie e Badillo indagano su un furto con scasso avvenuto in un appartamento, del quale la coppia di inquilini sospetta la proprietaria. Alla fine emerge una relazione clandestina.
Il conflitto tra Jamie e Joe Hill raggiunge un punto critico quando si azzuffano all'esterno di un bar, facendo infuriare Frank, che li costringe a pattugliare insieme, di notte, i quartieri più difficili della città, sperando che si riavvicinino. La "punizione" sembra funzionare, tanto che i due sospendono le tensioni e Joe si unisce alla cena domenicale dei Reagan. 
Inoltre, Sean viene aggredito e derubato nel campus del college. Sebbene Danny sia preoccupato, il figlio insiste di stare bene e s'improvvisa investigatore per dimostrare di essere alla sua altezza. Il rapinatore colpisce ancora e Sean finisce in ospedale per aver cercato di intervenire, anche se ora è in grado di identificarlo. Danny lo arresta, ma il colpevole afferma che il vero mandante è il capo della sicurezza del campus.
- Guest star: Andrew Terraciano (Sean Reagan), Ian Quinlan (agente Luis Badillo), Will Hochman (Joe Hill), Lucas Caleb Rooney (Tom Tofalli), Ade Chike Torbert (Marcus Williams), Jason Burkey (Kyle), Caroline Pluta (Paulina), Dan Bittner (Bryce), Bernadette Quigley (giudice Cameron Miller), Ricardo Alzate (Ricky Simon), Dena Tyler (Tina), Emily Song (Charlotte), Chad Addison (John O' Keefe), Kevin Rose (agente Castellano).
- Ascolti USA:
- Ascolti Italia: telespettatori 572 000 – share 4,20%[4]

## Un anniversario molto speciale
- Titolo originale: The Heart of a Saturday Night
- Diretto da: Ralph Hemecker
- Scritto da: Kevin Wade & James Nuciforo

### Trama
Gormley chiede a Danny di aiutarlo a rintracciare il suo amico detective Gus Vanderlip, pericolosamente determinato a scoprire perché uno stupratore seriale da lui recentemente arrestato sia nuovamente libero, minacciando giudici e avvocati. Uno scambio teso tra i tre spinge Vanderlip ad abbassare l'arma e viene portato al 54° Distretto, anche se Danny e Gormley si mostrano palesemente riluttanti a procedere con le accuse.
Il Capitano McNichols comunica all'ultimo momento a Jamie ed Eddie che il loro weekend libero programmato per festeggiare il loro quinto anniversario di matrimonio (per il quale avevano presentato richiesta da ben sei mesi) è annullato e li incarica di una missione sotto copertura allo scopo di smantellare un centro di recupero per tossicodipendenti corrotto.
Henry si rivolge formalmente (quindi prendendo un appuntamento in ufficio) a Frank affinché sfrutti la propria influenza per agevolare una pratica di sussidio per conto della famiglia di un poliziotto deceduto a causa del cancro sviluppato a seguito del suo intervento a Ground Zero l'11 settembre 2001. Gli approfondimenti di Baker rivelano che in realtà egli non aveva mai lavorato sul luogo, bensì aveva assistito parecchie vittime e le loro famiglie nei giorni e nei mesi seguenti.
Alla cena domenicale, i Reagan discutono sui regali da offrire per un quinto anniversario ed Henry afferma che apprezzerebbe sentire Jamie ed Eddie rinnovare le promesse nuziali: i due allora si ripetono l'un l'altra le frasi pronunciate quello stesso giorno di cinque anni prima.
- Guest star: Aidan Quinn (detective Gus Vanderlip), Andrew Terraciano (Sean Reagan), Stephanie Kurtzuba (Capitano Paula McNichols), Ellen Harvey (giudice Nicole Klath), Elena Hurst (Vice Procuratore Distrettuale Mariel Enriquez), Angela Reed (dottoressa Wexler), Joey Palestina (Paulie Sabino), Deshawn Wyatte (detective Henderson), John Ford-Dunker (detective Keith Harper), Scott Vicari (Josh Arnott).
- Ascolti USA:
- Ascolti Italia: telespettatori 616 000 – share 3,30%[5]

## Istinto materno
- Titolo originale: Life Sentence
- Diretto da: Jackeline Tejada
- Scritto da: Siobhan Byrne O'Connor

### Trama
Danny e Baez collaborano con Erin ed Eddie quando il caso di omicidio dei primi incrocia un'accusa di corruzione di giuria mossa nei confronti di Erin da una giurata che afferma che quest'ultima l'abbia esortata a votare per la condanna dell'imputato, Carlos Ramirez mentre Eddie ospita a casa sua e di Jamie, per una notte, una ragazzina Maria che ha assistito all'omicidio della madre ad opera dello stesso sospettato. L'esperienza le fa capire di avere un istinto materno che non credeva di possedere e fa nascere in lei il desiderio di provare ad avere figli, ottenendo l'approvazione di Jamie. Danny e Baez riescono a salvare Maria prima che Ramirez fugga, non prima che la bambina e la nonna lo identifichino
Anthony si presenta a casa di Erin per esprimerle sostegno, scoprendo però che lei ha proposto all'ex marito Jack Boyle di assumerne la difesa, e ne resta infastidito, ma in seguito accetta di aiutarlo come investigatore e dimostrano che la giurata è stata costretta a mentire. Erin si confida con Jack riconoscendo come la professione domini tutta la propria vita e temendo la radiazione dall'Ordine degli Avvocati, ma lui la rassicura. In segno di gratitudine per averla riabilitata, Erin invita Jack alla cena di famiglia.
Inoltre, l'auto Chevelle di Jamie (in passato appartenuta a Joe Sr., che gli ha insegnato a guidare su quella) viene rubata, perciò lui unisce le forze con Joe Hill per recuperarla: nel corso di un appostamento, emerge il forte legame tra Jamie e il fratello maggiore (più che con Danny o Erin) poiché un giorno Joe aveva detto a Jamie che non avrebbe dovuto dimostrare nulla a nessuno, tutto ciò che contava erano le aspettative su se stesso (Jamie ha superato l'esame da avvocato soltanto per accontentare i genitori, per poi rendersi conto che non era la sua strada). Alla fine, Jamie regala l'auto al nipote, che partecipa alla cena domenicale, insieme a Joe.
Frank è combattuto dopo che l'Arcivescovo Kearns sfrutta la loro amicizia per chiedergli di arrestare un uomo ricercato per omicidio in Ohio ed impedirne l'estradizione nello Stato in cui vige la pena di morte. Alla fine, Frank contatta il Governatore e Kearns si scusa.
- Guest star: Andrew Terraciano (Sean Reagan), Peter Hermann (Jack Boyle), Will Hochman (Joe Hill), Ian Quinlan (agente Luis Badillo), Manny Perez (Carlos Ramirez), Monica Rae Summers Gonzalez (Sandra Flores), Richard Kline (giudice Angioli), Enid Graham (Emily Valko), Debi Mazar (Evaline Romano), Stacy Keach (Arcivescovo Kevin Kearns), Emily Borromeo (Natalie Cohen).
- Ascolti USA:
- Ascolti Italia: telespettatori 555 000 – share 3,20%[5]

## Favori sbagliati
- Titolo originale: Without Fear or Favor
- Diretto da: Donald Thorin Jr.
- Scritto da: Ian Biederman

### Trama
Danny lavora con l'investigatore britannico Christopher Granger per catturare un pericoloso fuggitivo internazionale in attesa di un carico di armi e che ha ucciso gli ex complici.
Jamie indaga su un sito web di gioco d'azzardo accusato di raggirarne gli utenti, solo per scoprire che i figli dei tre uomini che hanno presentato il reclamo hanno scommesso per scherzo.
Erin ed Anthony raggiungono una scena in cui un agente ha colpito alle spalle un rapinatore con il taser, dopo che quest'ultimo aveva estratto un coltello in mezzo alla folla, per poi essere investito da un'auto con il coltello mandato a poco più di 10 metri di distanza. Il Procuratore Distrettuale Kimberly Crawford esercita pressione su Erin affinché persuada il Gran Giurì ad incriminare l'agente senza considerare le circostanze dell'avvenimento; tuttavia, l'indagine rivela che l'agente ha agito secondo le regole, irritando la Crawford.
Frank apprende che un Tenente in pensione è stato arrestato a seguito di un alterco in un bar (proseguito all'esterno) durante il quale ha estratto la pistola senza sparare e che il Sindaco Chase l'ha fatto rilasciare perché ha guidato la sua scorta di sicurezza per due anni. Poco dopo, lo stesso poliziotto ha un altro diverbio in un episodio di rabbia al volante, ma questa volta anche l'altro uomo è armato e gli spara al petto, rattristando Frank e Chase per la sua morte.
- Guest star: Dylan Walsh (Sindaco Peter Chase), Andrew Terraciano (Sean Reagan), Roslyn Ruff (Kimberly Crawford), Diego Klattenhoff (agente Michael Tate), Ted King (Tenente Larry Cooper), David Harris (Archie Hughes), Jason Babinsky (Roger Fenton), Sinem Gulturk (Emma Lewis), Jonathan Kite (Thomas Reims), Graham Stevens (Martin Dicker), Gopal Divan (detective Rohan Kumar), Jake Weber (Christopher Granger), Victoria Collett (Delaney Dicker), Hudson Paul (Daniel Reims).
- Ascolti USA:
- Ascolti Italia: telespettatori 542 000 – share 4,00%[5]

## Amore malato
- Titolo originale: Bad to Worse
- Diretto da: Alex Zakrzewski
- Scritto da: Tara Garvey & Daniel Truly

### Trama
Danny e Baez indagano su resti umani rinvenuti all'interno di un box in affitto e presto deducono che un serial killer è in circolazione, successivamente troveranno altri due cadaveri, anche abbastanza recenti. Il sospettato risulta essere un uomo con disturbi mentali e un rapporto morboso con la madre, la quale si scoprirà essere lei la colpevole, in quanto voleva protegge il figlio da quelle donne che lo avevano ferito (lui lo sapeva e per proteggerla aveva nascosto i corpi ,dimenticandosi di pagare l'affitto dei box), lo donna viene arrestata
Erin apprende che Henry ha accettato di testimoniare a nome della difesa in un caso di molestie in cui l'imputato è un ex poliziotto con una pessima reputazione e un brutto carattere. Poiché lui non l'ha informata in anticipo e lei rappresenta l'accusa, i due discutono animatamente, anche se poi in aula la testimonianza di Henry serve a condannare giustamente l'uomo.
La neoeletta Comandante del Dipartimento dei Vigili del Fuoco Veronica Radley è furiosa perché il Sindaco Chase ha evitato di partecipare al funerale di un pompiere preferendo invece un raduno di immigrati sospettati di aver provocato l'incendio nel quale l'ufficiale è deceduto. Frank tenta invano di agire da mediatore tra i due.
Eddie e Badillo arrestano un manifestante che ha schiacciato la mano di quest'ultimo e involontariamente causato un incidente di bicicletta, ma poco dopo scoprono che egli è in attesa di donare un rene alla sua ragazza, figlia di un agente in pensione che ha sfruttato la propria influenza per rilasciare l'uomo. Quando costui mostra segnali di rinuncia al trapianto per paura, Badillo utilizza la psicologia inversa per spingerlo a non voltare le spalle alla ragazza.
- Guest star: Dylan Walsh (Sindaco Peter Chase), Andrew Terraciano (Sean Reagan), Ian Quinlan (agente Luis Badillo), Adrian Martinez (Grady Simms), T.J. Atoms (Nico Hall), Remy Auberjonois (Preston Ellis), Andrew Stewart-Jones (Ray Strickler), Alma Cuervo (Marie Byrum), Mira Sorvino (Capo del Dipartimento dei Vigili del Fuco Veronica Radley), Michael McFadden (Don Mathers), Alyssa Jordan (Kathryn Strickler), Desmond Luis Edwards (Jax), Anthony R. Mottola (Rudy).
- Ascolti USA:
- Ascolti Italia: telespettatori 722 000 – share 3,80%[6]

## La medaglia di Joe
- Titolo originale: New York Minute
- Diretto da: Ralph Hemecker
- Scritto da: Nicole Abraham & Jack Ciapciak

### Trama
Danny e Baez raggiungono la scena del brutale omicidio di una detective, lasciata nuda e abbandonata in un cassonetto da alcuni giorni: ella stava indagando su una galleria d'arte sospettata di frode (di vendere quindi dipinti contraffatti). I due quando trovano il sospettato principale questi si è apparentemente suicidato, ma scoprono che la vera colpevole è la moglie dell'uomo.
Eddie e Badillo intervengono per impedire che un giovane affetto da schizofrenia e con un problema di tossicodipendenza soffochi Rachel Witten (ex partner di Eddie, divenuta assistente sociale) in una morsa. Eddie intuisce che Rachel l'ha provocato intenzionalmente affinché possa essere arrestato ed inserito in un istituto per ricevere cure adeguate, ritenendo che il sistema non abbia fatto abbastanza per lui e la sua famiglia (madre e sorellina). La situazione degenera nel momento in cui il giovane tiene la sorellina sospesa dal balcone minacciando di gettarla nel vuoto. Rachel riesce a calmarlo e il Capitano McNichols la loda, ma lei decide comunque di dimettersi in quanto pensa di aver oltrepassato un limite.
Frank ritrova Grace Edwards, ora avvocato della "Irish Society", dopo che il gruppo annulla la candidatura di Danny ad un riconoscimento per meriti di servizio a causa del suo passato turbolento. Henry ritiene l'encomio "maledetto" in quanto lo stesso era stato assegnato a Joe Sr. poco prima che morisse (con la cerimonia avvenuta postuma due giorni dopo) e chiede perciò ad Erin e Jamie di convincere Frank a non insistere per il conferimento. Danny è contrariato sapendo che tutta la famiglia ne ha parlato alle sue spalle, ma quando il gruppo cambia idea e gli offre la medaglia, lui invita il nonno, il padre e i fratelli nella pizzeria preferita di Joe Sr. per annunciare di non volerla accettare: appartiene a Joe e dovrebbe rimanere tale.
La famiglia brinda in memoria del fratello perduto.
- Guest star: Andrew Terraciano (Sean Reagan), Ian Quinlan (agente Luis Badillo), Lauren Patten (Rachel Witten), Stephanie Kurtzuba (Capitano Paula McNichols), Wendy Hoopes (Sandi Catsavis), Beth Chamberlin (Catherine Christ), Leigh Ann Larkin (medico legale Megan Carson), Isaiah Johnson (Jeff Willard), Henry Eden (Jimmy Catsavis), Lori Loughlin (Grace Edwards), Noah Sucato (Blake Christ), Katie Grober (Carli Catsavis), Theresa Tirone (agente Fucci).
- Ascolti USA:
- Ascolti Italia: telespettatori 704 000 – share 4,20%[6]

## A tutti i costi
- Titolo originale: No Good Deed
- Diretto da: Alex Zakrzewski
- Scritto da: Peter D'Antonio

### Trama
Danny e il nipote Joe Hill indagano sull'omicidio di un fattorino che potrebbe essere connesso ad un traffico illegale di stupefacenti (in particolare fentanyl) in città. Il metodo più orientato ai risultati di Joe infastidisce Danny, finché l'altro non gli salva la vita nel corso di un conflitto a fuoco.
Erin si scontra con il suo capo, la Procuratrice Distrettuale Kimberly Crawford, riguardo ad un criminale riabilitato (che ha scontato una pena per un reato minore) diventato oggetto di un'indagine per aggressione con un martello e rapina a mano armata, della cui buona fede lei è convinta.
Eddie e Badillo rispondono ad una rapina che si tramuta in una situazione con ostaggi: un giovane agente in prova (che frequenta ancora l'Accademia), non addestrato alla gestione del crimine, blocca coraggiosamente il criminale ma rischia l'espulsione dato che il marito della donna derubata sostiene che lui le abbia strappato il legamento crociato anteriore. Determinata ad aiutarlo, Eddie scopre che l'accusa risulta infondata. Sebbene il giovane venga effettivamente licenziato dalla Polizia di New York, lei lo incoraggia a proseguire la carriera presso il Dipartimento della Contea di Nassau.
Frank apprende che il motivo dei frequenti ritardi del Tenente Gormley nelle ultime settimane è che si è trasferito fuori New York a vivere con la madre che soffre di insufficienza cardiaca in stadio avanzato per accudirla, infrangendo quindi la legge. Frank è combattuto su come gestire la vicenda, dato che il NYPD ha rigorosi requisiti di residenza che obbligano gli ufficiali ad abitare vicino al luogo di lavoro, riflettendo se sia giusto costringerli.
- Guest star: Andrew Terraciano (Sean Reagan), Roslyn Ruff (Kimberly Crawford), Will Hochman (Joe Hill), Ian Quinlan (agente Luis Badillo), Jelani Alladin (Jaylen Davis), Omar Evans (Del Thompson), David Mason (Andrew Ford), Erica Matos (Pilar Diaz), Hal Miers (agente James), Alicia Rodis (Mallory Ford), Zachary Branch (Owen).
- Ascolti USA:
- Ascolti Italia: telespettatori 655 000 – share 5,00%[6]

## Le zone d'ombra
- Titolo originale: The Gray Areas
- Diretto da: Doug Aarniokoski
- Scritto da: Van B. Nguyen & Kevin Riley

### Trama
Danny e Baez indagano sulla morte di un promettente lottatore di arti marziali miste, che si scopre ucciso per aver rifiutato di falsare i combattimenti.
Jamie ed Eddie s'imbattono in Badillo, fuori servizio, che fuma erba all'uscita di un evento di beneficenza della Polizia. Qualcuno all'interno del loro Distretto sporge un reclamo anonimo, mettendone a rischio la carriera, e ciò coincide casualmente con la sua annuale battuta di pesca insieme al figlio del proprio ex partner di pattuglia deceduto, all'insaputa di Eddie e Jamie i quali si allarmano perché non riescono a rintracciarlo. Una volta trovato, Jamie dichiara al Capitano McNichols di aver sporto una falsa denuncia (nonostante non sia vero) pur di salvare il lavoro di Badillo (che riceverà comunque una multa).
Erin presiede un processo simulato e resta sconcertata quando il vincitore, un brillante studente di Legge, viene arrestato per possesso di droga. Lei ed Anthony s'impegnano a chiarire la vicenda, scoprendo che in passato, prima degli studi, il ragazzo era membro di una gang; in seguito, ha dato una svolta alla propria vita diventando uno dei migliori del corso. Si deduce che la partecipante arrivata seconda alla simulazione ha piazzato gli stupefacenti su di lui per gelosia, e lo studente viene assolto.
Il Sergente Russo (l'ex partner di Gormley che quest'ultimo voleva sfidare sul ring nel settimo episodio della stagione) subisce un'aggressione da parte di alcuni teppisti in una stazione della metropolitana e il Sindaco Chase sfrutta l'accaduto per invocare l'intervento dei riservisti della Guardia Nazionale allo scopo di aiutare la Polizia ad arginare la criminalità sulla rete sotterranea, irritando così Frank dato che la proposta lascia supporre che il Sindaco pensi che i poliziotti non siano in grado di svolgere il proprio dovere efficacemente.
- Guest star: Dylan Walsh (Sindaco Peter Chase), Andrew Terraciano (Sean Reagan), Stephanie Kurtzuba (Capitano Paula McNichols), Ian Quinlan (agente Luis Badillo), Tom Degnan (Sergente Ray Russo), Bill Barrett (Nate Silva), Okieriete Onaodowan (Christopher Kossula), Emma Kikue (Caroline Lee), Nancy Ticotin (Adriana Badillo), Marlon Xavier (agente McDermott), Gabriela Rey (Cameron), Carlos Morrow (agente Thomas), Carter Meehan (Kyle).
- Ascolti USA:
- Ascolti Italia: telespettatori 669 000 – share 3,50%[7]

## Per un bene superiore
- Titolo originale: Entitlement
- Diretto da: Jackeline Tejada
- Scritto da: Yasmine Cadet & Daniel Truly

### Trama
Danny e Baez indagano sull'apparente suicidio, avvenuto nel dormitorio, di una studentessa di un'accademia privata femminile vittima di bullismo da parte di alcune compagne (di famiglie benestanti), dopo che la madre ripete più volte che la figlia non avrebbe mai compiuto un gesto del genere.
Eddie e Badillo vorrebbero aiutare il proprietario di un appartamento a cacciare un occupante abusivo, ma si scontrano con Jamie quando quest'ultimo li informa che l'uomo è un informatore dell'Intelligence che ha promesso di fornire il nome di uno spacciatore da arrestare.
Il Governatore dello Stato di New York Martin Mendez offre a Frank il proprio sostegno per il ripristino di una norma che impedisca il rilascio di chi ha precedenti penali per possesso di armi, che quindi renderebbe le strade e i cittadini più sicuri. In cambio, tuttavia, egli chiede a Frank di ignorare il caso della moglie (molto più giovane) fermata per schiamazzi e aggressione.
Inoltre, tra Anthony e una potenziale testimone di un processo volano scintille, ed Erin agisce da "Cupido" elaborando uno stratagemma per farli incontrare a cena. Nel frattempo, Erin e l'ex marito Jack Boyle si sono riavvicinati, decidendo di riprendere la loro frequentazione romantica.
Alla cena domenicale, Sean annuncia al resto della famiglia di aver ricevuto conferma dall'università di potersi laureare con un anno di anticipo, e gli altri si congratulano.
- Guest star: Andrew Terraciano (Sean Reagan), Peter Hermann (Jack Boyle), Ian Quinlan (agente Luis Badillo), Deidrie Henry (Verna Toren), Olli Haaskivi (Rocco Amato), Amanda Kloots (Deanne Janson), John DiMaggio (Vince Harris), Gabriella Palminteri (Joanna Zevin), David Zayas (Governatore dello Stato di New York Martin Mendez), Maxine Wanderer (Addison), Danika Jackson (Lizzie), Kit Flanagan (Audrey), Matt Consalvo (agente Meyers), Jadaya Bivins (Gabi Toren).
- Ascolti USA:
- Ascolti Italia: telespettatori 683 000 – share 3,90%[7]

## Fine del giro
- Titolo originale: End of Tour
- Diretto da: Alex Zakrzewski
- Scritto da: Siobhan Byrne O'Connor & Kevin Wade

### Trama
Le due gang più potenti della città, gli "Ace Double Tres" e i "Mano Sangriento", si alleano e sconvolgono New York perpetrando una serie di attentati che lascia una lunga scia di sangue in diverse zone in una vengono coinvolti Eddie e Badillo, ma lei viene ferita soltanto lievemente mentre il suo partner purtroppo muore; anche altri poliziotti vengono presi di mira e persino il Sindaco Chase, che in ospedale cede il comando a Frank, ordinandogli di fermare la strage. 
Sebbene Jamie voglia restare accanto alla moglie, che viene sedata, dopo aver scoperto il destino del partner, il nipote Joe lo sprona a lavorare con lui per rintracciare uno dei tiratori . Danny e Baez collaborano con Erin ed Anthony per identificare gli altri, sicari di entrambe le gang (che in cambio pretendono il rilascio di complici attualmente schedati, detenuti o in attesa di giudizio), ed Erin chiede anche l'assistenza di Jack. 
Eddie, comprensibilmente devastata per la perdita di Badillo, è comunque determinata a partecipare alle indagini e, alla fine, il Capitano McNichols e Jamie le consentono di arrestare l'uomo che ha teso loro l'agguato, riconoscendo le sue scarpe (e che avrà un'imputazione per omicidio di primo grado).
Frank si reca in carcere a parlare con uno dei leader dei "Mano Sangriento", Lorenzo Batista (che sta scontando ergastoli multipli), affinché quest'ultimo gli fornisca informazioni per rintracciare il figlio che è uno dei sicari, ma lui rifiuta (l'uomo viene comunque individuato e arrestato).
Danny e Baez inoltre scoprono che Ramirez è tornato e ha rapito di nuovo Maria, ma riescono a rintracciarlo alla fine, insieme a Antony e mentre Baez recupera la bambina, Danny impedisce al criminale di suicidarsi, in quanto la figlia ha bisogno di lui
Alla fine i Reagan e tutta la Polizia di New York si riuniscono per celebrare il funerale di Badillo ed Eddie dona il suo cappello al figlio dell'ex collega, al quale il partner era molto legato.
Nel frattempo, resasi conto di essere ancora innamorata dell'ex marito, Erin propone a Jack di risposarsi in segreto in Municipio e di informare la famiglia solo più tardi. Inoltre, Henry esorta Danny a trovare finalmente una donna da amare per non tornare sempre in una casa vuota: lui segue il consiglio e invita Baez a mangiare una pizza, alla fine dell'indagine (alludendo ad un possibile futuro romantico per i due).
La tavolata domenicale è più affollata del solito, dato che sono presenti anche Nicky (figlia di Erin e Jack che lavora a San Francisco) e Jack (il figlio maggiore di Danny), i quali conoscono per la prima volta il cugino. Proprio mentre Erin è sul punto di condividere la notizia del matrimonio tra lei e Jack, Eddie e Jamie annunciano che a giugno prossimo diventeranno genitori (anche se non desiderano conoscere in anticipo il sesso del nascituro): tutti si rallegrano e porgono loro le congratulazioni. Danny è certo che Jamie ed Eddie saranno ottimi genitori, mentre Joe afferma che, sia maschio o femmina, il bambino sarà fortunato a nascere nella loro famiglia. Frank esprime la propria gratitudine e invita tutti a pregare.
- Guest star: Sami Gayle (Nicky Reagan - Boyle), Dylan Walsh (Sindaco Peter Chase), Andrew Terraciano (Sean Reagan), Tony Terraciano (Jack Reagan), Peter Hermann (Jack Boyle), Ian Quinlan (agente Luis Badillo), Stephanie Kurtzuba (Capitano Paula McNichols), Will Hochman (Joe Hill), Manny Perez (Carlos Ramirez), Lauren Patten (Rachel Witten), Geraldine Leer (giudice Barbara Carson), Nancy Ticotin (Adriana Badillo), Edward James Olmos (Lorenzo Batista), Adriella Ann Goncalves (Amelia), Gabriell Salgado (Alejandro Batista), Marshall Evan McGuire (Emilio Mars), James Quattrochi (direttore Horatio Muntz).
- Ascolti USA:
- Ascolti Italia: telespettatori 711 000 – share 5,20%[7]